# Spanstreifenholz
Als Spanstreifenholz (LSL, abgeleitet von Laminated Strand Lumber) wird ein Holzwerkstoff bezeichnet, der aus sehr langen Holzspänen mit Längen von etwa 300 Millimeter hergestellt wird. Es handelt sich somit um eine Sonderform der Grobspanplatte (Oriented Strand Board, OSB). Als Holz wird für die Herstellung dieser Platten vor allem Aspenholz verwendet.
Die entstehenden Bauteile werden vor allem für stark beanspruchte Elemente im Holzbau als Alternative zu Schnittholz aus Vollholz eingesetzt.
Werden anstelle von Holzspänen großformatigere Furnierblätter aneinander geleimt, spricht man von Furnierschichtholz. Furnierstreifenholz besteht demgegenüber aus schmalen bis zu 2,5 m langen Furnierstreifen, die zu massiven Querschnitten verleimt werden.